# Pouic-Pouic
Pouic-Pouic is een Franse zwart-wit comedyfilm uit 1963 geregisseerd door Jean Girault met in de hoofdrollen Louis de Funès en Mireille Darc.

## Verhaal
Cynthia Monestier (Jacqueline Maillan) denkt het ideale verjaardagscadeau gevonden te hebben voor haar man: een olieconcessie in Orinoco. Haar man komt er echter snel achter dat de concessie vals is, en dat zijn vrouw opgelicht is. Om van de slechte investering af te geraken, hoopt Léonard (Louis de Funès) de concessie via zijn dochter Patricia (Mireille Darc) door te verkopen aan de rijke Antoine (Guy Tréjean), een van de aanbidders van zijn dochter.

## Cast
| Acteur               | Personage          |
| -------------------- | ------------------ |
| Louis de Funès       | Léonard Monestier  |
| Mireille Darc        | Patricia Monestier |
| Jacqueline Maillan   | Cynthia Monestier  |
| Roger Dumas          | Paul Monestier     |
| Maria-Rosa Rodriguez | Régine Mercier     |
| Philippe Nicaud      | Simon Guilbaud     |
| Guy Tréjean          | Antoine Brévin     |
| Christian Marin      | Charles            |
| Daniel Ceccaldi      | Pedro Caselli      |
| Philippe Dumat       | Morrison           |
| Yves Barsacq         | James              |